# إيمانويل أروجو
إيمانويل أروجو (باهيا، 15 نوفمبر 1940 - ساو باولو 7 سبتمبر 2022) نحات ورسام برازيلي، ومصمم أزياء وصانع طباعة ومصمم سينوغرافيا وأمين متحف.
أقام معرضه الفردي الأول في عام 1959. ثم انتقل إلى سلفادور ودخل مدرسة الفنون الجميلة في جامعة باهيا الفيدرالية. في عام 1972 حصل على الميدالية الذهبية في بينالي الجرافيك الثالث في فلورنسا بإيطاليا. بين عامي 1981 و1983 أدار متحف باهيا للفنون وعرض أعماله في متحف ساو باولو للفنون. في عام 1988 درس فنون الجرافيك والنحت في كلية الفنون في جامعة مدينة نيويورك. من عام 1992 إلى عام 2002 كان مدير معرض صور ولاية ساو باولو. في عام 2004 أصبح أمينًا ومديرًا لمتحف أفرو برازيل.
في 22 يونيو 2009 حصل على وسام إيبيرانجا الرسمي من قبل حكومة ولاية ساو باولو من شخص الحاكم آنذاك خوسيه سيرا.
توفي إيمانويل أراوجو في 7 سبتمبر 2022 عن عمر يناهز 81 عامًا في منزله في ساو باولو.